# خايمي سيمويس
خايمي سيمويس هو لاعب كرة قدم برتغالي في مركز الدفاع، ولد في 11 يونيو 1989 في شنترين في البرتغال. لعب مع أبولون ليماسول وسي إف آر كلوج ونادي أونياو دا ماديرا ونادي بيرا مار.

## وصلات خارجية
- خايمي سيمويس على موقع قاعدة بيانات كرة القدم.إي يو (الإنجليزية)
- خايمي سيمويس على موقع Soccerway.com (الإنجليزية)